# Jofré VI d'Anjou
Jofré VI d'Anjou o Geoffroy VI o Godofreu VI Plantagenet (Rouen 3 de juny de 1134 – Nantes 27 de juliol de 1158) fou comte d'Anjou, del Maine i de Nantes de 1156 a 1158, fill de Godofreu o Jofré V Plantagenet i de Matilde d'Anglaterra (Matilde l'Emperadriu).

## Biografia
Al seu testament Godofreu o Jofré V Plantagenet (+ 1151) havia estipulat que el seu segon fill Jofré o Godofreu seria comte d'Anjou i del Maine si el fill gran Enric arribava a ser rei d'Anglaterra. Mentre esperava va rebre els feus dels castells de Chinon, Loudun i Mirebeau i Enric fou comte d'Anjou i Maine. El 1154 Enric va esdevenir rei d'Anglaterra, i sembla que va obeir el testament patern però a contracor, ja que s'havia casat amb Leonor d'Aquitània i els comtats d'Anjou i del Maine partien en dos les seves possessions: d'una part al sud el ducat d'Aquitània amb el comtat de Poitiers, i d'altra al nord, el ducat de Normandia (i Anglaterra a l'altre costat del canal); el 1156 Enric va cedir els comtats al seu germà i el mateix any els nantesos van expulsar al comte Hoel III de Bretanya i el van aclamar com a comte. El comtat de Nantes fou llavors incorporat a l'Anjou (situació que va persistir fins a la mort d'Enric II el 1189).
Jofré VI va morir a Nantes el 27 de juliol de 1158 sense haver-se casat ni tenir fills. El seu germà Enric II, que es considerava el seu hereu, va recuperar el comtat d'Anjou (amb el comtat agregat de Nantes) i el de Maine.